# الدبوری
الدبوری (به انگلیسی: Aldbury) یک روستا و محله مدنی در بریتانیا است که در داکورام واقع شده‌است. الدبوری ۹۶۴ نفر جمعیت دارد.